# Backlash (2000)
Backlash (2000)  foi um evento pay-per-view de wrestling profissional realizado pela World Wrestling Federation, ocorreu no dia 30 de abril de 2000 no MCI Center em Washington, D.C.. Esta foi segunda edição da cronologia do Backlash.

## Antes do evento
Backlash teve lutas de wrestling profissional de diferentes lutadores com rivalidades e histórias pré-determinadas que se desenvolveram na Raw — programa de televisão da World Wrestling Federation. Os lutadores interpretaram um vilão ou um mocinho seguindo uma série de eventos para gerar tensão, culminando em várias lutas.

## Resultados
| #                              | Lutas                                                                                    | Estipulação                                                                  | Duração |
| ------------------------------ | ---------------------------------------------------------------------------------------- | ---------------------------------------------------------------------------- | ------- |
| 1                              | Edge e Christian (c) derrotaram D-Generation X (X-Pac e The Road Dogg) (com Tori)        | Tag Team match pelo WWF Tag Team Championship                                | 09:23   |
| 2                              | Dean Malenko (c) derrotou Scotty 2 Hotty                                                 | Singles match pelo WWF Light Heavyweight Championship                        | 12:59   |
| 3                              | The Big Boss Man e Bull Buchanan derrotaram The Acolytes (Faarooq e Bradshaw)            | Tag Team match                                                               | 07:41   |
| 4                              | Crash Holly (c) derrotou Matt Hardy, Jeff Hardy, Hardcore Holly, Perry Saturn e Tazz     | Six-Man Hardcore match pelo WWF Hardcore Championship                        | 12:20   |
| 5                              | The Big Show derrotou Kurt Angle                                                         | Singles match                                                                | 02:57   |
| 6                              | T & A (Test e Albert) (com Trish Stratus) derrotaram The Dudley Boyz (Bubba Ray e D-Von) | Tag Team match                                                               | 11:04   |
| 7                              | Eddie Guerrero (c) (com Chyna) derrotou Essa Rios (com Lita)                             | Singles match pelo WWF European Championship                                 | 08:43   |
| 8                              | Chris Benoit (c) derrotou Chris Jericho por desqualificação.                             | Singles match pelo WWF Intercontinental Championship                         | 15:08   |
| 9                              | The Rock derrotou Triple H (c) (com Vince e Stephanie McMahon)                           | Singles match pelo WWF Championship, com Shane McMahon como árbitro especial | 19:24   |
| (c) - Campeão(s) antes da luta |                                                                                          |                                                                              |         |